# ایرینا مرکوشینا
ایرینا مرکوشینا (انگلیسی: Iryna Merkushina؛ زادهٔ ۸ مارس ۱۹۶۸) ورزشکار دوگانه اهل اوکراین است. وی همچنین از ورزشکاران دوگانه در بازی‌های المپیک زمستانی ۱۹۹۸ بوده است.